# Сараевская операция
Сараевская операция (сербохорв. Sarajevska operacija / Сарајевска операција) — наступление оперативной группы в составе 2-го, 3-го и основных сил 5-го корпуса НОАЮ против немецкого 21-го горного корпуса, усташско-домобранских частей и военных формирований четников в период с 28 марта до 12 апреля 1945 года с целью освобождения городов Сараево и Зеница.

## Предыстория
После установления Сремского фронта в конце 1944 года город Сараево стал перевалочной базой для войск группы армий «Е», отступающих из долины Западной Моравы и Санджака в долину Босны и далее на север. В начале 1945 года, когда все воинские части группы армий «Е» вышли из Западной Сербии и Черногории, и особенно после падения Мостара, Сараево утратил стратегическое значение для немцев. В связи с этим Главнокомандование Юго-Востока предложило ОКХ оставить район Сараево. Тем не менее Гитлер отверг это предложение и распорядился защищать Сараево любой ценой. Вероятно, он надеялся, что большое весеннее наступление вермахта в Венгрии обеспечит возврат контроля над треугольником Балатон — Дунай — Драва и областью между Дунаем и Тисой. Таким образом правый фланг группы армий «Юг» установил бы тесную связь с левым флангом группы армий «Е» в Среме. Хорошо укреплённый узел обороны Сараево, с его опорными пунктами в долине реки Босны, не только защищал бы направление к Саве, но и служил опорной базой для линий коммуникаций левого фланга группы армий «Е» с районами Баня-Луки, Бихача и Адриатического побережья.
После провала немецкого контрнаступления в Венгрии Гитлер 30 марта 1945 года санкционировал отвод войск из Сараево, но это решение запоздало, так как 21-й немецкий горной корпус пребывал в трудном положении, будучи зажатым с трёх сторон войсками 2-го, 3-го и 5-го корпусов ЮA. Кроме того, из Сараево надо было эвакуировать на север около 3000 раненых и большое количество военной техники и материалов. В этих условиях командование 21-го горного корпуса было вынуждено временно упорно оборонять город.

## Положение войск 21-го горного корпуса
Войска 21-го горного корпуса включали три немецкие дивизии (181-я и 369-я пехотные, а также 7-я дивизия СС), три отдельные крепостные бригады (909-я, 964-я и 963-я), пять отдельных полков, несколько боевых групп («Даниэль», «Берлин», «Кенинг»), 222-ю бригаду, около 10 отдельных батальонов и около 10 артиллерийских дивизионов. Кроме этого, командованию 21-го корпуса были подчинены три усташско-домобранские дивизии (8-я, 9-я и 17-я), части трёх корпусов четников (Герцеговинский, Романийский и Зеницкий), подразделения русского корпуса и два батальона итальянских фашистов (в составе 369-й дивизии), чьи подразделения побатальонно придавались немецким полкам и другим частям. Общие силы группировки составляли около 40 000 солдат и более 150 артиллерийских орудий. Штаб корпуса во главе с генералом от инфантерии Эрнстом фон Лейзером находился в населённом пункте Касиндо.
Система немецкой обороны Сараево была устроена из трёх поясов укреплений. Внешнюю линию составляли укрепления в районе населённых пунктов Подромания, Пале, Ябланице и Иван-Седло. Немцы группировали силы вокруг линий коммуникаций и использовали для фортификационных сооружений выгодный рельеф местности. За этой линией располагался внутренний пояс оборонительных позиций. Третий пояс обороны составляли уличные оборонительные сооружения непосредственно в городе.
Расположение немецких частей было следующим: позиции на линии Сараево — Мокро — Подромания и Сараево — Бледно — Стамболчич занимала усиленная 181-я пехотная дивизия. Направление Сараево — Ябланице — Трново закрывала усиленная 964-я крепостная бригада. На направлении Пазарич — Иван-Седло оборонялись части 369-й пехотной дивизии. В Сараево и близлежащих окрестностях были развернуты 7-я дивизия СС, пять отдельных батальонов и три усташских полка.
Опорные пункты в долине Босны, от Райловаца до Зеницы, обороняли 9-я усташско-домобранская дивизия, два усташских батальона и один отдельный батальон. Дорогу Блажуй — Киселяк — Бусовача — Зеница защищала 2-я усташская бригада (2. ustaški zdrug), по одному батальону из состава 1-й и 18-й усташских бригад, а также полицейский полк СС «Нагель» (без двух батальонов).

## Подготовка и замысел операции
В операции по освобождению Сараево с начала марта 1945 года были задействованы войска трёх корпусов ЮА: 2-й (3-я, 29-я и 37-я дивизии), 3-й (27-я и 38-я дивизии) и 5-й (4-я, 10-я и 53-я дивизии). Группировка насчитывала около 60000 человек и 98 артиллерийских орудий. 17 марта 1945 года, для обеспечения эффективного руководства этими силами, приказом Верховного главнокомандующего маршала Иосипа Броза Тито был создан штаб оперативной группы корпусов во главе с генерал-майором Радованом Вукановичем.
План операции предусматривал два этапа её реализации. На первом этапе следовало овладеть внешней линией немецкой обороны. На втором, в результате общего удара корпусов, наносимых по концентрическим направлениям, предстояло освободить город.
3-й корпус должен был уничтожить силы неприятеля в районе Подромании и атаковать город с востока. 27-й дивизии предстояло наступать из Соколаца на Подроманию, а 38-й дивизий — через Кадино-Село и Мокро во фланги немецкой 181-й пехотной дивизии.
2-й корпус должен был занять немецкие позиции в районе Пале, Ябланице, Иван-Седло и атаковать город частями 37-й дивизии из района Пале, 3-й дивизии — из Трново через Касиндо. 29-я дивизия наступала через Иван-Седло в направлении населённого пункта Киселяк.
5-му корпусу надлежало силами 4-й и 10-й дивизий форсировать реку Босна и атаковать Сараево через населённый пункт Вогошча. Группа бригад Зеницкого сектора (11-я бригада 4-й дивизии, 13-я бригада 39-й дивизии и 18-я бригада 53-й дивизии), усиленная артиллерийской бригадой и танковой ротой 5-го корпуса, занимала позиции в районе Бузовача и отсюда должна была атаковать опорные пункты немцев в долине Босны. Начало операции было назначено на 28 марта. 

## Ход битвы

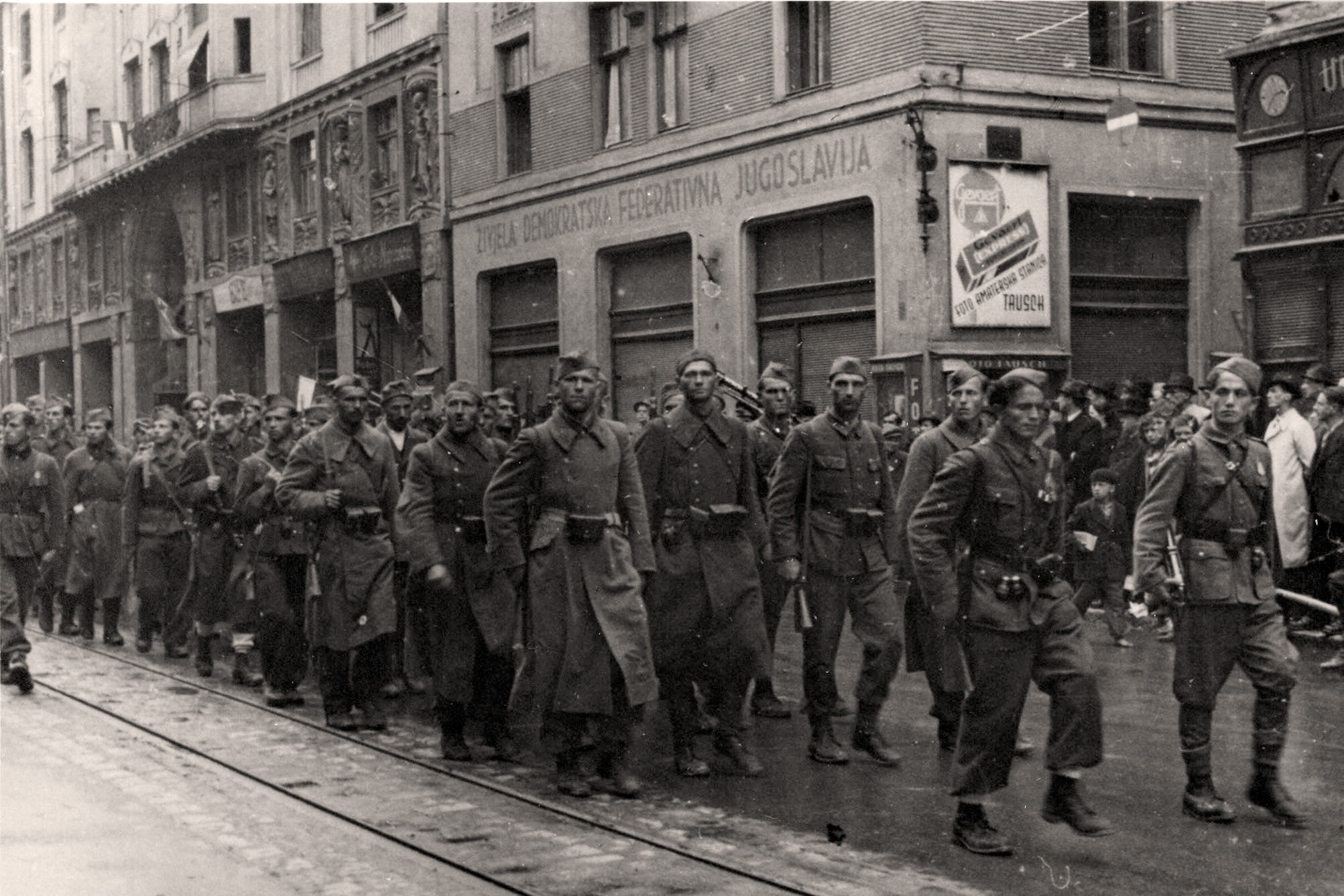
Солдаты 3-го корпуса НОАЮ в освобождённом Сараеве

Битва за город началась 28 марта. У 5-го корпуса было самое сложное задание: его дивизии располагались близ местечка Какань и должны были переправиться через Босну на восточный берег и атаковать северную часть укреплений немцев от Вогошча до Илияша. 4-я и 10-я дивизии в ночь с 28 на 29 марта на линии Киселяк—Бусовача прорвались к реке Босне в районе Какань, переправились на восточный берег Босны и вступили в бой с основными силами противника. Сломив сопротивление немцев и усташей, 4-я и 10-я дивизии создали плацдармы для дальнейших наступлений и отрезали немцев от сообщения с внешним миром, заняв железную дорогу Сараево—Зеница.
На этот успех 5-го корпуса немцы ответили немедленно, отправив эсэсовцев из 7-й дивизии на помощь гарнизону отбить занятые позиции на дороге. Ввиду непрекращающихся атак противника 5-й корпус не мог продолжить наступление на северную часть, поэтому он остановился на линии Вареш—Бреза, но и там немецко-усташские силы не позволяли югославам перевести дух. Движение 5-го корпуса отнимало много времени, однако частям 4-й и 10-й дивизии удалось частично добраться до севера Сараева, что сыграло важную роль.
Тем временем в бой вступил к востоку от города 3-й корпус в составе 27-й и 28-й дивизий. Ему требовалось окружить противника в районе Подромании и Црвены-Стиены и прорваться в городу. На пути корпуса встала 181-я дивизия вермахта. В ходе упорных боёв особое сопротивление оказал 363-й пехотный полк в районе Подромании. Со стороны Олова на помощь 363-му полку двигался 14-й полк 7-й дивизии СС, который также атаковал с фланга и тыла силы 3-го корпуса. Основная часть 3-го корпуса пошла навстречу 14-му полку и наголову разгромила его.
Вместе с 3-м корпусом в атаку пошли 3-я, 29-я и 37-я дивизии 2-го корпуса. Так, 37-я дивизия прорывалась в район пала, а 3-я дивизия наступала со стороны Трново. Иван-Седло отдавалось в распоряжение 29-й дивизии. После долгих боёв и огромных потерь, 1 апреля 29-я дивизия прекратила борьбу за Иван-Седло, предприняв вторую атаку 4 апреля. Именно тогда немцы начали отступать, и к 5 апреля дивизия уже направилась на линию Блажуй—Киселяк, продолжая преследовать немецкие силы. В той ситуации Штаб оперативной группы корпусов принял решение атаковать 5 апреля сам город, откуда немцы продолжали эвакуацию своих сил.
Продолжая теснить противника, части 3-го корпуса вечером 5 апреля с востока и севера вошли в город, фактически не встретив сопротивления в городе. Ночью югославы освободили центральную часть Сараева и квартал Мариндвор. Особенно тяжёлые бои развернулись за электростанцию, в ходе которых погиб разведчик югославов «Вальтер». Станцию оборонял полк 181-й пехотной дивизии, который после больших потерь 6 апреля сумел выбраться на запад. Тем временем 37-я дивизия взяла Требевич, вышла к южной части города и в ночь с 5 на 6 апреля овладела левым берегом Миляцки.
С юга на Сараево пробивалась 3-я дивизия 2-го корпуса. После двухдневных боёв утром 6 апреля она также вошла в город: одна бригада продолжила преследовать неприятеля между Илиджей и Блажуем. Силы немцев отступили к долине Босны, откуда собирались отступить к линии Бусовача—Зеница. Однако за ними устремилась 29-я дивизия, которая загнала немцев в ловушку: Зеницкая боевая группа уже была готова к схватке и устремилась громить противника. В ночь с 12 на 13 апреля была разбита последняя крупная группировка близ Зеницы. Сараево было к тому моменту уже освобождено.

## Результаты
Войска оперативной группы корпусов нанесли противнику значительные потери, а усташско-домобранские части и формирования четников были рассеяны. Потери немецких и усташско-домобранских войск, а также формирований четников составили около 5700 погибших и около 6700 пленных. Общие потери югославских корпусов составили 637 погибших, 2020 раненых и 27 пропавших без вести. Погибли также 20 бойцов ударных групп подпольщиков, в том числе секретарь Сараевского подпольного комитета КПЮ Владимир Перич-Вальтер.
Овладение Сараево и Зеницей позволило югославской армии переместить линию фронта на северо-запад и сократить её протяженность на 70—100 км. Высвобожденные в результате успешного завершения операции дивизии значительно укрепили югославскую 2-ю армию в её дальнейших наступательных действиях в направлении Добой — долина реки Уна. Успех Сараевской операции способствовал также скорейшему разрешению ситуации на Сремском фронте. 
Вместе с тем была упущена возможность нанесения тяжёлого удара немецкому 21-му горному корпусу, что позволило его основным силам отступить в направлении Добоя и Дервенты.